# Tove Ólafsson
Tove Ólafsson, født Thomasen (5. oktober 1909 i København – 5. december 1992 i Gentofte) var en dansk billedhugger. Fra 1934 til 1955 var hun gift med Sigurjón Ólafsson.
Ólafsson beskæftigede sig primært med træ- og stenmateriale, men lavede også værker ud af ler. Et af hendes værker Hurtigløber, udført i 1982, står placeret ved Brøndbyhallen. Hun var medlem af Kunstnersammenslutningen Kammeraterne og modtog i 1948 Eckersberg Medaillen. Hun modtog desuden blandt andre Oscar Carlsons Præmie 1940 (for Mand og kvinde), Kai Nielsens Mindelegat 1959 og Tagea Brandts Rejselegat 1960.
Hun er begravet på Ordrup Kirkegård.